# 勒佩谢
勒佩谢（法語：Le Pescher，法語發音：[lə pɛʃe]）是法国科雷兹省的一个市镇，位于该省南部偏西，属于布里夫拉盖亚尔德区。

## 历史
勒佩谢市镇成立于1897年，由塞里亚克的一部分分离而成。

## 地理
勒佩谢（45°4'11"N, 1°44'16"E）面积11.18 平方千米，位于法国新阿基坦大区科雷兹省，该省份为法国中南部省份，北起上维埃纳省和克勒兹省，西接多爾多涅省，南至洛特省，东临多姆山省和康塔爾省。
与勒佩谢接壤的市镇（或旧市镇、城区）包括：贝纳、拉格莱若勒、洛斯唐日、梅努瓦尔、圣巴齐勒德梅萨克、塞里亚克。
勒佩谢的时区为UTC+01:00、UTC+02:00（夏令时）。

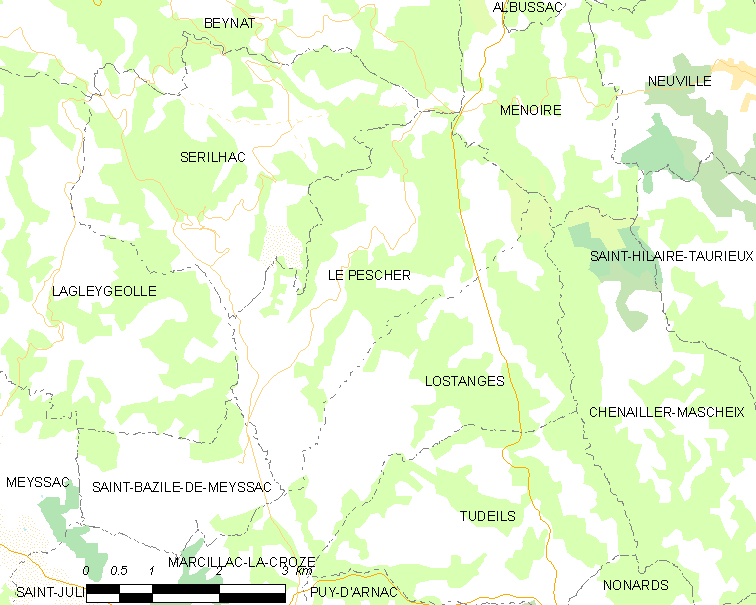
勒佩谢的OSM定位图

## 行政
勒佩谢的邮政编码为19190，INSEE市镇编码为19163。

## 政治
勒佩谢所属的省级选区为科雷兹南部县。

## 人口

1962-2008年间勒佩谢人口变化图示

勒佩谢于2022年1月1日时的人口数量为358人。